# Wigwałd
Wigwałd (deutsch Wittigwalde) ist ein kleines Dorf in der polnischen Woiwodschaft Ermland-Masuren. Es gehört zur Gmina Olsztynek (Stadt- und Landgemeinde Hohenstein i. Ostpr.) im Powiat Olsztyński (Kreis Allenstein).

## Geographische Lage
Wigwałd liegt südöstlich des Teerwald-Sees (polnisch Jezioro Gugowo) im Südwesten der Woiwodschaft Ermland-Masuren, 15 Kilometer südöstlich der früheren Kreisstadt Osterode in Ostpreußen (polnisch Ostróda) bzw. 27 Kilometer südöstlich der heutigen Kreismetropole Olsztyn (deutsch Allenstein).

## Geschichte

### Ortsgeschichte
Das Kirch- und Gutsdorf Wittichenwalde – nach 1558 Wittchen, nach 1628 Wittichwalde – wurde 1351 erstmals erwähnt. Am 7. Mai 1874 wurde es Amtsdorf und damit namensgebend für einen Amtsbezirk im Kreis Osterode in Ostpreußen im Regierungsbezirk Königsberg (1904/5 bis 1945 Regierungsbezirk Allenstein) in der preußischen Provinz Ostpreußen.
Am 6. Mai 1889 wurde die Landgemeinde Quirmen (heute nicht mehr existent) in den Gutsbezirk Wittigwalde eingegliedert. Die Einwohnerzahl Wittigwaldes belief sich im Jahre 1910 auf 276.
Der Gutsbezirk Wittigwalde wurde am 30. September 1928 in eine Landgemeinde umgewandelt. Im Jahre 1933 zählte das Dorf 109 und 1939 bereits 141 Einwohner.
Als 1945 in Kriegsfolge das gesamte südliche Ostpreußen an Polen abgetreten werden musste, war auch Wittigwalde davon betroffen. Das Dorf erhielt die polnische Namensform „Wigwałd“ und ist heute eine Ortschaft im Verbund der Stadt- und Landgemeinde Olsztynek (Hohenstein i. Ostpr.) im Powiat Olsztyński (Kreis Allenstein), bis 1998 der Woiwodschaft Olsztyn, seither der Woiwodschaft Ermland-Masuren mit Sitz in Olsztyn (Allenstein) zugehörig. Am 26. Oktober 2020 zählte das Dorf 83 Einwohner.

### Amtsbezirk Wittigwalde (1874–1945)
Zum Amtsbezirk Wittigwalde gehörten die Dörfer:
| Deutscher Name                                | Polnischer Name | Anmerkungen                                                   |
| --------------------------------------------- | --------------- | ------------------------------------------------------------- |
| Dombrowken 1933–1945 Eichdamm (Ostpr.)        | Dąbrówka        |                                                               |
| Gilgenau                                      | Elgnówko        |                                                               |
| Langstein                                     | Łęciny          |                                                               |
| Quirmen                                       |                 | 1889 nach Wittigwalde eingemeindet                            |
| Tolkemüth                                     | Tolkmity        | 1928 nach Thomascheinen im Amtsbezirk Manchengut eingemeindet |
| Tolleinen                                     | Tolejny         |                                                               |
| Wittigwalde                                   | Wigwałd         |                                                               |
| ab 1926: Gay am Wittigwalde 1932–1945 Neuhain | Gaj             |                                                               |

## Kirche

### Kirchengebäude
Die neugotische Kirche mit ihrem schmalen Turm wurde 1873 errichtet. Den Innenraum des Ziegelbaus mit seinen umlaufenden Emporen überdeckt eine Trapezdecke. Außerdem gibt es einen eigenen Pfarrer- und Gutsstand. Der Altar in der Apsis sowie die Kanzel an der linken Seite des Triumphbogens stammen aus der Gründerzeit der Kirche. Das Geläut besteht aus drei Glocken. Bis 1945 war die Kirche ein evangelisches Gotteshaus. Heute ist sie eine römisch-katholische Pfarrkirche.

### Kirchengemeinde
Bereits in vorreformatorischer Zeit war Wittigwalde ein Kirchdorf. Mit der Reformation nahm es die evangelische Konfession an.

#### Evangelisch

##### Kirchengeschichte
Das königliche Dorf mit dem adligen Gut hatte zunächst einen eigenen Pfarrer. Doch ab Anfang des 17. Jahrhunderts hielt sich die Gemeinde zu Manchengut (polnisch Mańki); denn ein katholischer Patron wollte in Wittigwalde unbedingt einen katholischen Pfarrer einsetzen. Daraufhin schloss der Kurfürst die Kirche. Ab 1708 gab es dann wieder eine eigene evangelische Gemeinde. Sie zählte 1925 insgesamt 2000 Gemeindeglieder in nahezu 20 Orten und Ortschaften. Sie war bis 1945 dem Superintendenturbezirk Hohenstein des Kirchenkreises Osterode in der Kirchenprovinz Ostpreußen der Kirche der Altpreußischen Union zugeordnet.
Flucht und Vertreibung der einheimischen Bevölkerung setzten der Kirchengemeinde in Wittigwalde ein Ende. Heute hier lebende evangelische Einwohner gehören zur Kirchengemeinde Olsztynek, einer Filialgemeinde der Christus-Erlöser-Kirche Olsztyn in der Diözese Masuren der Evangelisch-Augsburgischen Kirche in Polen.

##### Kirchspielorte
Zum Kirchspiel Wittigwalde gehörten neben dem Pfarrort bis 1945 noch folgende Orte bzw. Ortschaften und Wohnplätze:
| Deutscher Name                         | Polnischer Name |  | Deutscher Name               | Polnischer Name |
| -------------------------------------- | --------------- |  | ---------------------------- | --------------- |
| Bardungen                              | Barduń          |  | * Osterwein                  | Ostrowin        |
| Bunkenmühle                            | Buńki           |  | * Parwolken                  | Parwółki        |
| Dombrowken 1933–1945 Eichdamm (Ostpr.) | Dąbrówka        |  | * Platteinen                 | Platyny         |
| Gay am Wittigwalde 1932–1945 Neuhain   | Gaj             |  | Quirmen                      |                 |
| Gensken                                | Gąski           |  | Rothwasser                   | Czerwona Woda   |
| Giballen                               | Gibała          |  | Sabioch                      | Żabioch         |
| * Gilgenau                             | Elgnówko        |  | Sawadden 1938–1945 Jungingen | Zawady          |
| * Jugendfelde                          | Smolanek        |  | Tolkemüth                    | Tolkmity        |
| Langstein                              | Łęciny          |  | Warglitten bei Hohenstein    | Warlity Małe    |

##### Pfarrer
Als evangelische Pfarrer waren vor 1945 an der Kirche zu Wittigwalde tätig:
- Christoph Blascowius, 1708–1709
- Matthias Pelka, 1709–1717
- Christian Kelch, 1717–1719
- Simon Posniawski, 1719–1722
- Georg Schwindowius, 1722–1732
- Jacob Kaminski, 1734–1736
- Johann Christoph Groß, 1737–1741
- Gottfried Gociewski, 1741–1746
- Franciscus Joachim Gräwen, 1747–1764
- Michael Blennow, 1765–1797
- Michael Tybusch, 1790–1808
- Samuel Neumann, 1809–1810
- Johann Gottfried Knopf, 1810–1812
- Wilhelm Lux, ab 1812
- Friedrich H.Em., 1853–1861
- Carl Julius Dalkowski, 1861–1870
- Reinhold Ludwig Jacobi, 1871–1888
- Gottlieb Paul Bendzko, 1888–1897
- Otto Julius Reichmann, 1898–1909
- Martin Lux, 1910–1916
- Bruno Baehr, 1916–1924
- Bruno Moritz, 1925–1928
- Adolf Gryczewski, 1929–1936
- Gottfried Grude, 1937–1945

##### Kirchenbücher
Von den Kirchenbüchern für das Kirchspiel Wittigwalde haben sich erhalten und werden bei der Deutschen Zentralstelle für Genealogie in Leipzig aufbewahrt:
- Taufen: 1709 bis 1875
- Trauungen: 1709 bis 1875
- Begräbnisse: 1717 bis 1875.

#### Römisch-katholisch
Bis 1945 gehörten die römisch-katholischen Einwohner Wittigwaldes zur Pfarrei in der Kreisstadt Osterode in Ostpreußen (polnisch Ostróda). Nach 1945 siedelten sich hier immer mehr polnische Neubürger fast ausnahmslos katholischer Konfession an. Sie reklamierten das bisher evangelische Gotteshaus für sich. Am 22. Mai 1972 wurde hier eine eigenen Pfarrei errichtet mit dem dann „Christkönigskirche“ (polnisch Kościół Chrystusa Króla) genannten Gotteshaus als Pfarrkirche. Sie gehört jetzt zum Dekanat Olsztynek im Erzbistum Ermland. Zugeordnet ist die Filialgemeinde in Ostrowin (Osterwein).

## Verkehr
Wigwałd liegt an der Kreisstraße (polnisch Droga powiatowa, DP) 1232N, die von Wilkowo (Wilken) über Elgnówko (Gilgenau) und Ostrowin (Osterwein) nach Wirwajdy (Warweiden) führt. Eine Bahnanbindung besteht nicht.